# بريت ماسون
بريت ماسون (بالإنجليزية: Brett Mason)‏ هو سياسي أسترالي، ولد في 15 مارس 1962 في كانبرا في أستراليا. حزبياً، نشط في الحزب الليبرالي الأسترالي. وقد انتخب عضو مجلس الشيوخ الأسترالي ‏ عن دائرة كوينزلاند (1 يوليو 1999 – 15 أبريل 2015).